# Montbarrois
Montbarrois é uma comuna francesa na região administrativa do Centro, no departamento Loiret. Estende-se por uma área de 5,97 km². Em 2010 a comuna tinha 313 habitantes (densidade: 52,4 hab./km²).